# Apogon cheni
Apogon cheni es una especie de pez de la familia de los apogónidos en el orden de los perciformes.

## Morfología
Los machos pueden alcanzar los 13 cm de longitud total.

## Distribución geográfica
Se encuentran en el Japón y Taiwán.